# دوله‌سیر
دوله‌سیر(به کردی: دۆڵەسیر، Dollesîr) روستایی از توابع بخش زیویه در شهرستان سقز است که در استان کردستان ایران قرار دارد.

## جمعیت
این روستا در دهستان تیلکوه واقع شده و براساس سرشماری سال ۱۳۸۵، جمعیت آن ۸۱ نفر (۱۵ خانوار) بوده‌است.